# بيقية فلسطينية
البيقية الفلسطينية أو الكِرْسِنَّة أو الكُشْنَى ((باللاتينية: Vicia palaestina)) نوع نباتي علفي مهم يتبع جنس البيقية من الفصيلة البقولية، المعروفة بقدرتها على تثبيت النيتروجين الجوي من خلال بكتيريا المستجذرة أو الرايزوبيوم. موطنه بلاد الشام، وهو يزرع بكثرة هناك كمحصول علفي.
وهو مُصَدِّعٌ، مسهل، مبول للدم، مسمن للدواب، نافع للسعال، عجينه بالشراب يبرئ من عضة الكلب والأفعى والإنسان.
وإذا طبخ النرجس مع ‌الكرسنة والعسل، نقى أوساخ القروح، وفجَّر الدُّبَيْلَات العسرة النُّضْج.

## الموئل والانتشار
موطن هذا النوع بلاد الشام وتركيا.

## الوصف النباتي
الكرسنة نبات عشبي.